# Buttero

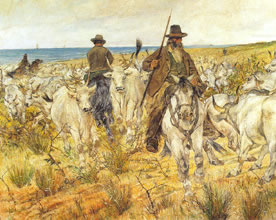
I Butteri, Giovanni Fattori (1893).

Buttero és el nom donat al pastor en bestiars bovins típic de la Maremma a la Toscana i en altres zones d'Itàlia, com la Campanya romana i les Aiguamolls Pontino.
El nom deriva aparentment del grec boútoros, «el que empeny els bous», terme format per bous, «bou», i teíro, «empènyer».
El buttero cavalca habitualment el cavall típic de la pantanosa Maremma. La sella de muntar és característica i nomenada bardella. La seva roba està constituïda per calçons d'una tela rústica de cotó tramat en saia (diagonal) nomenats fustagnos, calça els cosciali (espècie de grans polaines de cuir), i porta una jaqueta de Bellón i un barret d'ala negre. Es protegeix de la pluja amb un capot de grans dimensions nomenat pastràno, que recorda el ponxo del gautxo del Riu de la Plata. Per guiar els bovins i equins, utilitza un bastó nomenat mazzarella.